# Tulungrejo (Karangrejo)
Tulungrejo is een bestuurslaag in het regentschap Tulungagung van de provincie Oost-Java, Indonesië. Tulungrejo telt 2914 inwoners (volkstelling 2010).